# TRUTH HURTS
『TRUTH HURTS』（トゥルース・ハーツ）は、1987年11月12日に発売された八神純子の11枚目のオリジナルアルバム。
レコード会社を前作までのアルファ・ムーンからNECアベニューに移籍後、第1作となる。ちなみに本作は、NECアベニューから発売された全体の商品を見ても第一号となる作品である。
プロデュースはジョン・スタンレー。レコーディングはロサンゼルスにて行われた。収録曲のうち、「WORKING WOMAN (良妻賢母)」「TRUTH HURTS (真実は傷つくもの…)」の2曲は本作の発売後にシングルカットされた。

## 収録曲

### LP / CT
| 全作詞・作曲・編曲: 八神純子 & ジョン・スタンレー。 |                                     |                               |                               |      |
| #                                                   | タイトル                            | 作詞                          | 作曲・編曲                    | 時間 |
| 1.                                                  | 「THANK YOU FOR THE PARTY」         | 八神純子 & ジョン・スタンレー | 八神純子 & ジョン・スタンレー | 4:19 |
| 2.                                                  | 「TRUTH HURTS (真実は傷つくもの…)」 | 八神純子 & ジョン・スタンレー | 八神純子 & ジョン・スタンレー | 5:10 |
| 3.                                                  | 「SANDINISTA」                      | 八神純子 & ジョン・スタンレー | 八神純子 & ジョン・スタンレー | 4:39 |
| 4.                                                  | 「TAKE ME TO THE SKY」              | 八神純子 & ジョン・スタンレー | 八神純子 & ジョン・スタンレー | 5:49 |
| 5.                                                  | 「CRAZY LOVE」                      | 八神純子 & ジョン・スタンレー | 八神純子 & ジョン・スタンレー | 4:13 |

| 全作詞・作曲・編曲: 八神純子 & ジョン・スタンレー。 |                              |                               |                               |      |
| #                                                   | タイトル                     | 作詞                          | 作曲・編曲                    | 時間 |
| 6.                                                  | 「WORKING WOMAN (良妻賢母)」 | 八神純子 & ジョン・スタンレー | 八神純子 & ジョン・スタンレー | 4:27 |
| 7.                                                  | 「愛を熱く語れ」             | 八神純子 & ジョン・スタンレー | 八神純子 & ジョン・スタンレー | 5:02 |
| 8.                                                  | 「TELEPHONE NUMBER」         | 八神純子 & ジョン・スタンレー | 八神純子 & ジョン・スタンレー | 4:43 |
| 9.                                                  | 「TIME」                     | 八神純子 & ジョン・スタンレー | 八神純子 & ジョン・スタンレー | 4:24 |
| 10.                                                 | 「NEVER TOO LATE」           | 八神純子 & ジョン・スタンレー | 八神純子 & ジョン・スタンレー | 5:40 |

### CD
| 全作詞・作曲・編曲: 八神純子 & ジョン・スタンレー。 |                                             |                               |                               |      |
| #                                                   | タイトル                                    | 作詞                          | 作曲・編曲                    | 時間 |
| 1.                                                  | 「THANK YOU FOR THE PARTY」                 | 八神純子 & ジョン・スタンレー | 八神純子 & ジョン・スタンレー | 4:19 |
| 2.                                                  | 「TRUTH HURTS (真実は傷つくもの…)」         | 八神純子 & ジョン・スタンレー | 八神純子 & ジョン・スタンレー | 5:10 |
| 3.                                                  | 「SANDINISTA」                              | 八神純子 & ジョン・スタンレー | 八神純子 & ジョン・スタンレー | 4:39 |
| 4.                                                  | 「TAKE ME TO THE SKY (自由の女神のように)」 | 八神純子 & ジョン・スタンレー | 八神純子 & ジョン・スタンレー | 5:49 |
| 5.                                                  | 「CRAZY LOVE」                              | 八神純子 & ジョン・スタンレー | 八神純子 & ジョン・スタンレー | 4:13 |
| 6.                                                  | 「WORKING WOMAN (良妻賢母)」                | 八神純子 & ジョン・スタンレー | 八神純子 & ジョン・スタンレー | 4:27 |
| 7.                                                  | 「愛を熱く語れ」                            | 八神純子 & ジョン・スタンレー | 八神純子 & ジョン・スタンレー | 5:02 |
| 8.                                                  | 「TELEPHONE NUMBER」                        | 八神純子 & ジョン・スタンレー | 八神純子 & ジョン・スタンレー | 4:43 |
| 9.                                                  | 「TIME」                                    | 八神純子 & ジョン・スタンレー | 八神純子 & ジョン・スタンレー | 4:24 |
| 10.                                                 | 「NEVER TOO LATE」                          | 八神純子 & ジョン・スタンレー | 八神純子 & ジョン・スタンレー | 5:40 |

## シングル

### 概要
アルバム『TRUTH HURTS』からのシングルカット第1弾。

### 収録曲
| 全作詞・作曲・編曲: 八神純子 & ジョン・スタンレー。 |                              |                               |                               |      |
| #                                                   | タイトル                     | 作詞                          | 作曲・編曲                    | 時間 |
| 1.                                                  | 「WORKING WOMAN (良妻賢母)」 | 八神純子 & ジョン・スタンレー | 八神純子 & ジョン・スタンレー | 4:26 |
| 2.                                                  | 「CRAZY LOVE」               | 八神純子 & ジョン・スタンレー | 八神純子 & ジョン・スタンレー | 4:12 |
| 合計時間:                                           | 合計時間:                    | 8:38                          |                               |      |

### 概要
アルバム『TRUTH HURTS』からのシングルカット第2弾。カップリングには、前シングル表題曲の「WORKING WOMAN (良妻賢母)」が再度収録されている。

### 収録曲
| 全作詞・作曲・編曲: 八神純子 & ジョン・スタンレー。 |                                     |                               |                               |      |
| #                                                   | タイトル                            | 作詞                          | 作曲・編曲                    | 時間 |
| 1.                                                  | 「TRUTH HURTS (真実は傷つくもの…)」 | 八神純子 & ジョン・スタンレー | 八神純子 & ジョン・スタンレー | 5:10 |
| 2.                                                  | 「WORKING WOMAN (良妻賢母)」        | 八神純子 & ジョン・スタンレー | 八神純子 & ジョン・スタンレー | 4:26 |
| 合計時間:                                           | 合計時間:                           | 9:36                          |                               |      |

## 参考資料
- 長井英治:監修『日本の女性シンガー・ソングライター』シンコーミュージック・エンタテイメント〈ディスク・コレクション〉、2013年4月。ISBN 978-4401638048。